# Українська федерація спорту з собаками
Українська Федерація спорту з собаками (УФСС) — організація, що об'єднує людей, які займаються спортом з собаками.

## Історична довідка
Українська Федерація спорту з собаками була заснована за ініціативою групи інструкторів-дресирувальників, суддів по спорту і суддів-експертів м. Донецька. У 1994 році був проведений Всеукраїнський з'їзд, на який прибули делегати з усієї України, а також представники ТСОУ, Прикордонних військ України і МВС. Делегати взяли участь в обговоренні Статуту УФСС та Положень з проведення змагань.
У 1995 році Українська Федерація спорту з собаками була зареєстрована Міністерством спорту України.
У 1997 році, згідно з Указом Кабінету Міністрів України, Федерація пройшла перереєстрацію в Міністерстві юстиції України і отримала статус Всеукраїнського громадського об'єднання.
З моменту свого створення Федерація об'єднала велика кількість власників собак, які активно займаються спортом з собаками. На сьогоднішній день більш ніж у двадцяти відділеннях УФСС по всій Україні займаються спортом понад 15 тисяч осіб.
За ініціативою Федерації в Єдину спортивну класифікацію України (ЕСКУ) введено такі види спорту з собаками, як Тріал (триборство зі службовими собаками), двоєборство, Аджіліті, Міжнародне багатоборстві (IPO, SchH), Кані-крос, Великий Ринг та ін За цим видами спортсменам присвоюються спортивні розряди і звання.
Щорічно Федерація проводить більше 30 чемпіонатів по спорту з собаками під патронатом та за підтримки Мінмолодежсемьяспорта України. Багато уваги приділяється підготовці юних спортсменів-кінологів, які проходять навчання і тренуються в дитячо-юнацьких школах спортивної кінології в містах Донецьку, Горлівці, Маріуполі, Хмельницькому та ін Провідними фахівцями УФСС розроблена і затверджена в Держкомспорті України Програма для дитячо-юнацьких спортивних шкіл, спеціалізованих дитячо-юнацьких шкіл, шкіл підвищення майстерності. З 1996 року функціонує спортивний літній оздоровчий табір, в якому молодь тренується і відпочиває разом зі своїми собаками.
Спортмени, підготовлені тренерами Федерації, демонструють непогані результати. Серед них є і Майстри спорту України, і кандидати у майстри спорту. Багато спортсменів виконали нормативи на перший спортивний розряд.
Федерація активно співпрацює зі спортивними організаціями Росії, Казахстану, Чехії, Угорщини, США, Литви. За ініціативою УФСС та Російської Федерації кінологічного спорту (Російської Ліги кінологів) була створена Міжнародна Федерація кінологічного спорту (IFCS), до якої увійшли спортивні організації США, Швеції, Японії, Литви, Угорщини, Чехії та багатьох інших країн. У лютому 2000 року була проведена Перша Міжнародна конференція з кінологічному спорту, на якій були визначені пріоритети розвитку кінологічного спорту.
У грудні 2005 року рішенням Президії Міжнародної організації рятувальників (IRO), Україна в особі Федерації визнана повноправним членом цієї організації. На сьогоднішній день проводиться узгодження програм підготовки фахівцями УФСС собак-рятувальників для України.